# Козлов, Николай Яковлевич
Николай Яковлевич Козлов (1902—1966) — советский строитель, Герой Социалистического Труда (1960).

## Биография

Могила Козлова на Новодевичьем кладбище Москвы.

Николай Козлов родился в 1902 году в Москве. Окончил реальное училище, затем строительный техникум, после чего работал на московских стройках. Участвовал в строительстве Казанского вокзала и Дома Моссельпрома. В 1931 году Козлов окончил строительный факультет Московского института инженеров транспорта, после чего работал инженером Москультстроя. В годы Великой Отечественной войны был прикомандирован к штабу Московского ПВО, конструировал системы маскировки объектов специального назначения, восстанавливал разрушенные немецкими бомбардировками здания.
В послевоенное время Козлов работал главным инженером Главмосстроя, а с 1953 года — главным конструктором Специального конструкторского бюро «Прокатдеталь». Под руководством Козлова был применён новый метод изготовления тонкостенных конструкций для крупнопанельного домостроения — непрерывный вибропрокат на специальном стане с плоской формующей лентой. Благодаря этой разработке продуктивность строительства жилых домов в СССР достигла порядка 285 тысяч квадратных метров в год. Среди прочего, она нашла широкое применение в строительстве так называемых «хрущёвок».
Указом Президиума Верховного Совета СССР от 28 января 1960 года за «создание и реализацию новых методов строительства жилых домов по индустриальной технологии» Николай Козлов был удостоен высокого звания Героя Социалистического Труда с вручением ордена Ленина и медали «Серп и Молот».
В последующие годы Козлов и его бюро изготовляло ещё более производительные вибропрокатные станы. Скончался в 1966 году, похоронен на Новодевичьем кладбище Москвы.
Был также награждён орденом Трудового Красного Знамени и рядом медалей.